# CBU-107
Die CBU-107 PAW bezeichnet eine präzisionsgelenkte Streubombe aus den Vereinigten Staaten. CBU steht für Cluster Bomb Unit und PAW für Passive Attack Weapon. Beladen ist die Bombe mit nicht-explosiven Flechettes zur Bekämpfung von Fahrzeugen, Material und lebenden Zielen.

## Entwicklung
Die CBU-107 entstand aufgrund eines Urgent Operational Requirement (UOR) der United States Air Force. Diese benötigte für den Einsatz im Irakkrieg eine Bombe, welche nur geringe Begleitschäden verursacht und keine explosiven Blindgänger hinterlässt. Die Entwicklung der CBU-107 begann im September 2002 beim Air Armament Center auf der Eglin Air Force Base, in Zusammenarbeit mit Lockheed Martin und General Dynamics. Bereits im März 2003 waren die ersten Bomben bereit. In einem ersten Los wurden 140 CBU-107 produziert und einige davon in den Irak gesendet. Die Programmkosten beliefen sich auf rund 40 Millionen US-Dollar.

## Technik
Die CBU-107 besteht aus einem Streubombenbehälter vom Typ SUU-66/B an dessen Bombenheck eine Lenkeinheit von Lockheed Martin montiert ist. Diese Kombination wird Wind Corrected Munition Dispenser (WCMD) bezeichnet. Als Füllung enthält der Streubombenbehälter 3750 Flechettes in verschiedenen Größen aus Wolfram und Stahl: 350 Stück mit einer Länge von 356 mm gegen leicht gepanzerte Ziele, 1000 Stück mit einer Länge von 178 mm für die Bekämpfung von Material sowie 2400 Stück mit einer Länge von 51 mm gegen Material und lebende Ziele.
Die CBU-107 kann von den Kampfflugzeugen F-15E „Strike Eagle“, F-16C/D „Fighting Falcon“ und dem Bomber B-52 „Stratofortress“ abgeworfen werden. Vor dem Abwurf müssen in der Lenkeinheit die Koordinaten des Zieles eingeben werden. Mit Hilfe des Inertialen Navigationssystems in der Lenkeinheit steuert die CBU-107 nach dem Abwurf auf den vorher einprogrammierten Zielpunkt zu. In Abhängigkeit zur Abwurfhöhe und der Geschwindigkeit kann die Streubombe eine Distanz von 16–20 km im Gleitflug zurücklegen. Dabei soll die Lenkeinheit die Bombe mit einem Streukreisradius (CEP) von rund 25 m an das Ziel heranführen. Über dem Ziel wird die Bombenbeplankung weggesprengt. Durch die Rotation der Bombe verteilten sich nun die Flechettes nach dem Gießkannenprinzip über eine kreisförmige Zielfläche mit einem Durchmesser von rund 122 m. Dort schlagen die Flechettes mit einer Geschwindigkeit von rund 1094 km/h ein.

## Einsatz
Der erste Kriegseinsatz erfolgte am 28. März 2003 während des Irakkriegs. Dabei soll eine Antennenanlage auf einem Gebäude in Bagdad mit zwei CBU-107 zerstört worden sein.

## Verbreitung
- Vereinigte Staaten